# Stupendemys
Stupendemys é um gênero pré-histórico extinto da família Podocnemididae. Eram tartarugas de pescoço dobrado de água doce. Seus fósseis foram encontrados no norte da América do Sul, em rochas que datam do final do Mioceno até o início do Plioceno, há cerca de 9 a 5 milhões de anos.

## Descrição
Um fóssil quase completo da carapaça de Stupendemys media mais de 2,35 m de comprimento e também era muito largo. Com base nesse espécime, uma carapaça fóssil maior, mas menos completa, teria um comprimento total estimado de carapaça de mais de 3,3 m, com peso estimado em até 1.145 kg, tornando-a uma das maiores tartarugas que já existiram, rivalizando com Archelon.
A maior tartaruga de água doce que vive atualmente nos neotrópicos é a tartaruga-da-amazônia (Podocnemis expansa), um pleurodire intimamente relacionado a Stupendemys, mas a tartaruga-da-amazônia mede apenas 75 centímetros.

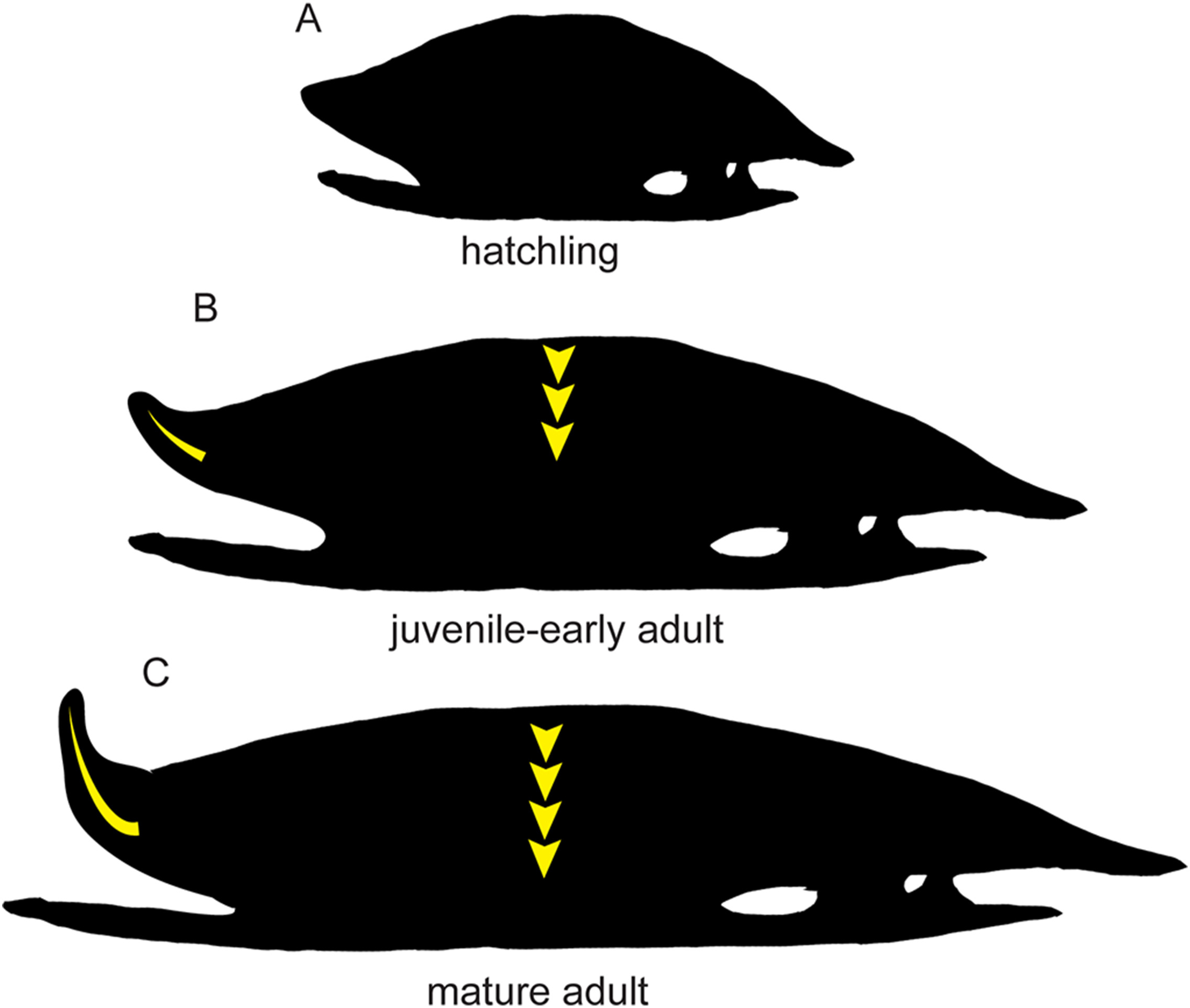
Série ontogenética hipotética de Stupendemys geographica de Cadena et al. 2021

Duas espécies foram descritas até o momento. Stupendemys geographica (anteriormente denominado geographicus) era mais robusta; seus restos foram encontrados na Formação Urumaco da Venezuela e na Formação Villavieja da Colômbia. O Stupendemys souzai, marginalmente menor e mais esbelto, foi recuperado da Formação Solimões, no Estado do Acre, Brasil.

### Dimorfismo sexual
Dimorfismo sexual é a diferença de forma, tamanho, cor ou outras características físicas entre machos e fêmeas da mesma espécie, além das diferenças nos órgãos reprodutivos. Essas diferenças podem incluir, por exemplo, tamanho corporal (machos maiores ou menores que as fêmeas), presença de estruturas como chifres ou penas ornamentais, cores mais vibrantes nos machos ou diferenças de comportamento relacionadas à reprodução.
No caso do Stupendemys, os dois tipos de concha indicam a existência de dois sexos, machos com conchas com chifres e fêmeas com conchas sem chifres. Em Stupendemys geographica, foi a primeira vez que foi relatado dimorfismo sexual na forma de conchas com chifres para qualquer tartaruga de pescoço dobrado.
O estudo da Stupendemys fornece informações sobre a evolução das tartarugas podocnemidídeas e sobre as condições paleoambientais da Amazônia pré-histórica. Descobertas recentes, incluindo espécimes excepcionalmente preservados descritos em 2020, permitiram reconstruções mais detalhadas de sua morfologia e comportamento. 